# 迈亚马先蒿
迈亚马先蒿（学名：Pedicularis mayana）是列当科马先蒿属的植物，为中国的特有植物。分布在中国大陆的云南等地，生长于海拔3,660米至4,575米的地区，常生长在高山草原上，目前尚未由人工引种栽培。